# NGC 1979
NGC 1979 is een elliptisch sterrenstelsel in het sterrenbeeld Haas. Het hemelobject werd op 20 november 1784 ontdekt door de Duits-Britse astronoom William Herschel.

## Synoniemen
- ESO 487-24
- MCG -4-14-4
- AM 0531-232
- PGC 17452